# Miksa
A Miksa név a Miklós régi magyar becéző formájából önállósult, de lehet a Mikhál (ma: Mihály) név becézője is. Később, eredetétől függetlenül a Maximilián magyarítására is alkalmazták.

## Gyakorisága
Az 1990-es években szórványos név, a 2000-es években nem szerepel a 100 leggyakoribb férfinév között.

## Névnapok
- március 12.[2]
- augusztus 14.[2]
- október 12.[2]
- december 6.[2]

## Híres Miksák
- „Miksa” utónevű személyek szócikkeinek listája a Wikidata alapján
- „Makszim (Максим)” utónevű személyek szócikkeinek listája a Wikidata alapján
- „Max” utónevű személyek szócikkeinek listája a Wikidata alapján
- „Maxim” utónevű személyek szócikkeinek listája a Wikidata alapján
- „Maximilian” utónevű személyek szócikkeinek listája a Wikidata alapján